# Gare de Pósfa
La gare de Pósfa (en hongrois : Pósfa vasútállomás) est une halte ferroviaire hongroise, située à Pósfa.